# Levande Väsen
Levande Väsen är ett livealbum av Väsen, utgivet 1996 av Drone Music. Skivan spelades in av P3 Live, Sveriges Radio på Strömsholms slott i Västerås den 20 juli, 1995. Skivan är gruppens första livealbum och fjärde album i ordningen.

## Låtlista
Alla låtar är arrangerade av Johansson/Marin/Tallroth.
1. "Inledning" – 0:34
2. "Brudmarscher efter Byss-Calle" (Trad.) – 4:01
3. "Till Rogers volympedal" – 0:29
4. "Pedalpolska" (Olov Johansson) – 3:57
5. "Färska skandinaver" – 1:39
6. "Sugghugg" (Olov Johansson) – 3:01
7. "Auktionsutroparen" – 1:40
8. "Jätteliken" (Trad.) – 3:59
9. "Det musikaliska apoteket" – 0:43
10. "Ny schottis/Nitti Pomfritti" (Roger Tallroth/Mikael Marin) – 3:26
11. "Vadslagning" – 0:56
12. "Byggnan" (Trad.) – 3:58
13. "Salamimackan Väsen" – 1:50
14. "Vals efter Jan-Olov Olsson" (Trad.) – 3:20
15. "Hit men inte längre" – 0:23
16. "Femtolen" (Trad.) – 3:56
17. "Finns det några smålänningar här?" – 2:08
18. "Långt ner i Småland" (Roger Tallroth) – 3:19
19. "Grannen" – 1:41
20. "Grannens favorit" (Mikael Marin) – 2:35
21. "Pråmdragarna vid Älvkarleby" – 0:43
22. "Slängpolska efter Byss-Calle" (Trad.) – 3:00
23. "Åhhh!" – 1:14
24. "Spelmansglädje" (Eric Sahlström) – 4:08

Total tid: 52:00

## Väsen
- Olov Johansson — nyckelharpa
- Roger Tallroth — gitarr
- Mikael Marin — viola